# Управление общих служб (США)
Управление общих служб (УОС) (англ. General Services Administration, GSA) — независимое агентство в составе правительства США. Создано в 1949 году для помощи в управлении и поддержке основных функций федерального правительства. GSA предоставляет услуги и средства связи для правительственных учреждений, транспорт и офисные помещения федеральным служащим, занимается сокращением затрат, а также решает другие административные задачи.

## Передача власти от Трампа к Байдену

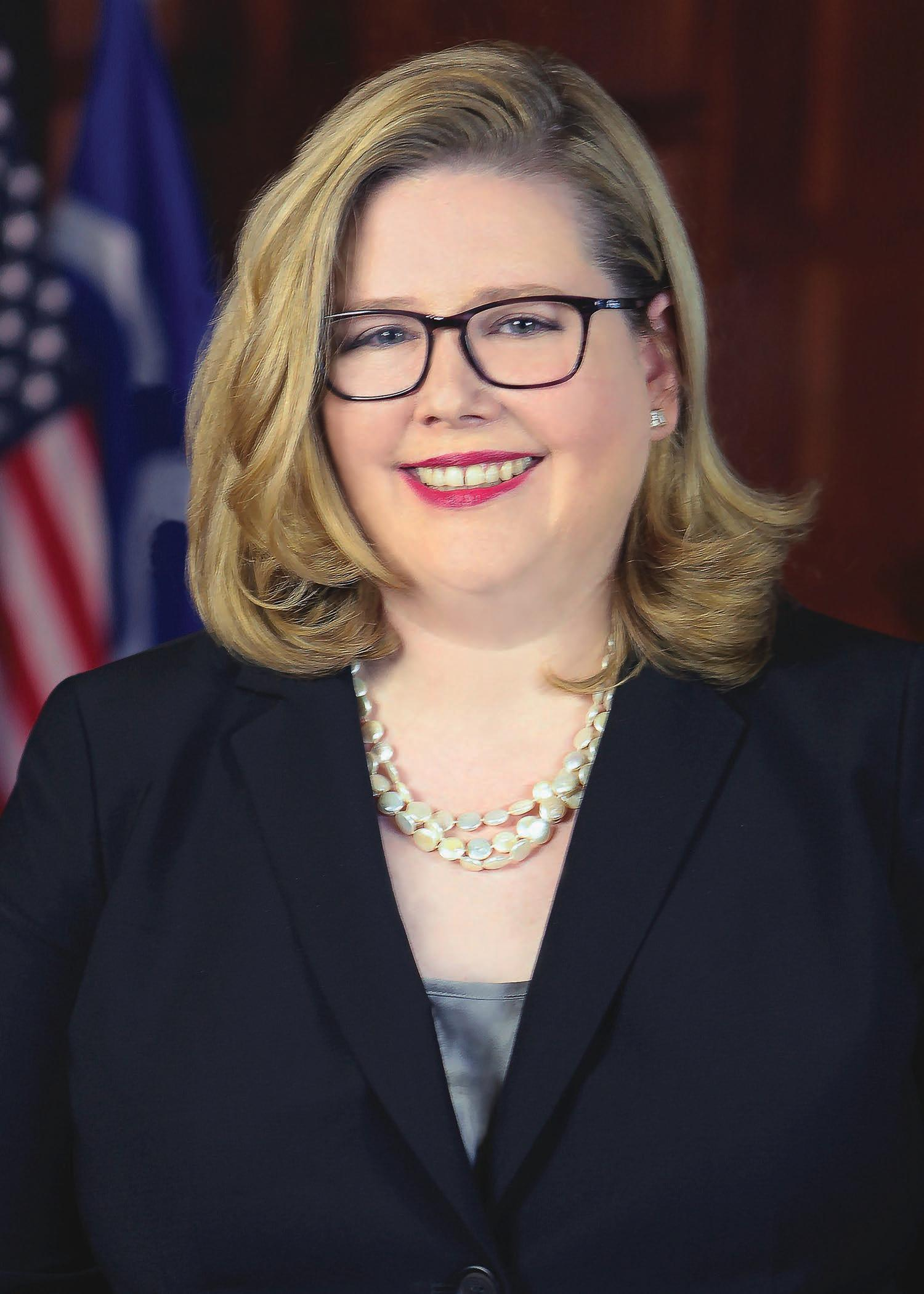
Эмили Мерфи, руководитель Управления общих служб

После того, как ведущие средства массовой информации назвали Джо Байдена избранным президентом США, Руководитель GSA Эмили Мерфи приняла решение о выделении государственных ресурсов, необходимых для передачи власти в переходный период.

### Комментарии
1. ↑  Твердых правил относительно того, как GSA определяет избранного президента не существует. Как правило, руководитель GSA может принять решение после того, как победителя объявят надежные СМИ  или после того, как проигравший кандидат признает свое поражение[4].

### Сноски
1. ↑  Global Research Identifier Database (англ.) — 2015.
2. ↑  Mission and Priorities. U.S. General Services Administration (15 января 2013). Дата обращения: 8 февраля 2013. Архивировано 18 февраля 2013 года.
3. ↑  Rein, Lisa (8 ноября 2020). A little-known Trump appointee is in charge of handing transition resources to Biden — and she isn't budging. Washington Post. Washington Post. Архивировано 9 ноября 2020. Дата обращения: 9 ноября 2020.
4. ↑  Flaherty, Anne (18 ноября 2020). Trump could make a Biden transition messy: Here's how. ABC News. Архивировано 14 января 2021. Дата обращения: 18 ноября 2020.